# Edward August Hanowerski (książę Yorku i Albany)
Edward Augustus (ur. 25 marca 1739 w Londynie, zm. 17 września 1767 w Monako) – książę Wielkiej Brytanii i Irlandii, Brunszwiku i Lüneburga (potocznie Hanoweru̠), od 1 kwietnia 1760 książę Yorku i Albany oraz hrabia Ulsteru; Wojskowy, od 1766 admirał. 
Urodził się jako drugi syn (trzecie spośród dziewięciorga dzieci) księcia Walii Fryderyka Ludwika i jego żony księżnej Augusty Sachsen-Gotha. Był wnukiem króla Wielkiej Brytanii Jerzego II oraz jego małżonki królowej Karoliny.
13 marca 1752 został odznaczony Orderem Podwiązki. Po śmierci dziadka (króla Jerzego II) 25 października 1760 został następcą tronu, pozostawał nim do narodzin bratanka –  księcia Jerzego Augusta Fryderyka (późniejszego króla Jerzego IV) 12 sierpnia 1762. Od 27 października 1760 był członkiem Tajnej Rady i Royal Society.
Zmarł bezżennie i bezpotomnie w wieku 28 lat. Został pochowany w Opactwie Westminsterskim.